# إنتاج العالم الجوراسي
أُوقف إنتاج فيلم العالم الجوراسي (فيلم 2015) عدة سنوات بسبب المعاناة من «جحيم التطوير» في أثناء خضوع قصة الفيلم للعديد من المراجعات. بدأ تطوير هذا الفيلم الذي عُرف آنذاك باسم الحديقة الجوراسية 4 في عام 2001. أُعلن أن وليام موناهان هو كاتب سيناريو الفيلم في عام 2002، وكان من المقرر عرض الفيلم في عام 2005. حل جون سايلس محل موناهان في عام 2004، بعد مغادرة الأخير طاقم الفيلم للعمل على مشروع آخر. توقفت بداية الإنتاج بحلول عام 2005، إذ لم يكن المنتج التنفيذي ستيفين سبيلبيرغ راضيًا عن أي من مسودات السيناريو. عُين مخرج فيلم الحديقة الجوراسية 3 جو جونستون لإخراج الفيلم في عام 2006، وكان من المتوقع إصدار الفيلم في عام 2008. ومع ذلك، لم يكن التصوير قد بدأ بعد  مع حلول عام 2010. عزم جونستون وسبيلبرغ على العمل على الفيلم بعد الانتهاء من مشاريع الأفلام الخاصة بهما. عُين الكاتب مارك بروتوسيفيتش في عام 2011، على الرغم من رفض معالجتيه للقصة.
جرى التعاقد مع ريك جافا وأماندا سيلفر في عام 2012 لكتابة مسودة لفيلم الحديقة الجوراسية 4 تتضمن أفكارًا مستقاة من سبيلبرغ، وذلك بعد اختيار فكرة القصة النهائية. عُين كولن تريفورو مخرجًا للفيلم في عام 2013، وأُجل الفيلم مرة أخرى لإعطاء تريفورو وشريكه في الكتابة ديريك كونولي المزيد من الوقت لإتقان سيناريو جافا وسيلفر. وافق سبيلبيرغ على النص في سبتمبر من عام 2013، وأُعلن عن تغيير اسم الفيلم إلى العالم الجوراسي في ذلك الشهر. استمر التصوير منذ 10 أبريل حتى 5 أغسطس من عام 2014، في كل من هاواي ولويزيانا. انتهى تصوير فيلم العالم الجوراسي في 10 مايو من عام 2015، وصدر في دور العرض في الشهر التالي.

## ما قبل الإنتاج

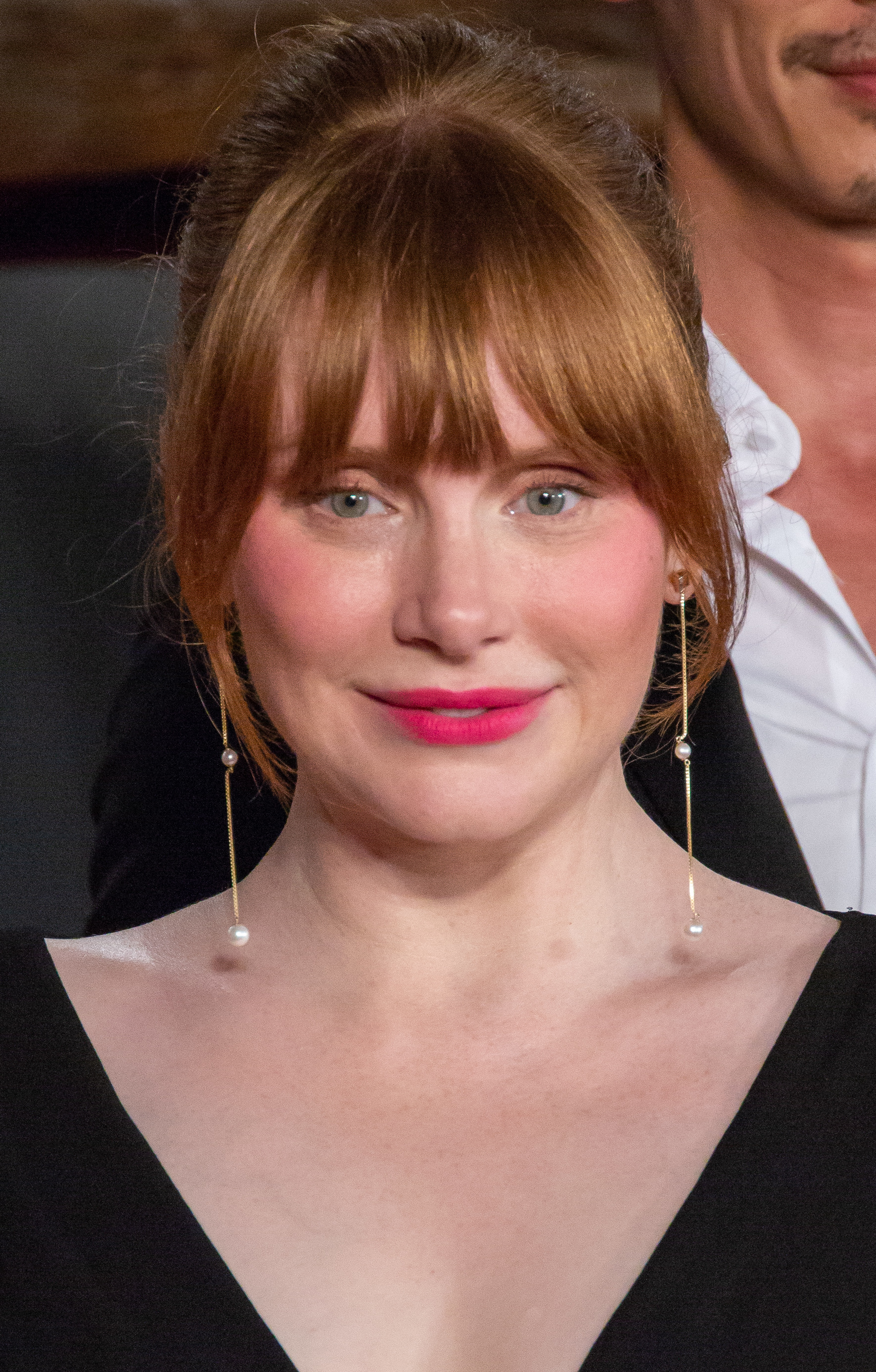
برايس دالاس هوارد يونيو 2018

صرحت شركة يونيفرسال بيكتشرز في 11 يناير من عام 2013 بأن الفيلم سيُعرض بتقنية التصوير ثلاثي الأبعاد، وبأنه سيصدر في 13 يونيو من عام 2014. أفيد في فبراير من ذلك العام بأن كاثلين كينيدي لن تنتج الفيلم في سبيل التركيز على الثلاثية المكملة لسلسلة حرب النجوم الأصلية. ظل فرانك مارشال منتجًا للفيلم. أكد مدير عمليات الاستوديوهات في رالي ستوديوز في باتون روج في لويزيانا بعد فترة وجيزة من ذلك تخصيص يونيفرسال بيكتشرز لمساحة في الاستديوهات في الفترة الممتدة بين أبريل ونوفمبر من عام 2013، دون تحديد السبب.
أراد براد بيرد إخراج فيلم حرب النجوم: القوة تنهض، واقترح على كينيدي أن تستخدم كولن تريفورو بديلًا مؤقتًا له في أثناء الإنتاج التمهيدي للفيلم. تولى بيرد مشروع حرب النجوم بموجب هذا الاقتراح بعد انتهاء عمله على فيلم أرض الغد. دفعت فكرة بيرد كينيدي وزوجها مارشال لمشاهدة فيلم تريفورو لعام 2012 سيفتي نت غارانتيد الذي وجدوه مثيرًا للإعجاب. دفع مارشال في وقت لاحق سبيلبرغ لمشاهدة الفيلم، مقنعًا إياه بإمكانية اختيار تريفورو لإخراج فيلم الحديقة الجوراسية 4. رتب مارشال لقاء بينه وبين تريفورو وبين سبيلبيرغ في نهاية فبراير من عام 2013. قال مارشال إنه وسبيلبرغ قد أدركا أن تريفورو «كان منغمسًا جدًا في الحديقة الجوراسية، ما سيجلب إلى الفيلم إحساسًا بعجب طفولي». وُظف تريفورو بعد ذلك دون قراءة نص جافا وسيلفر، الذي كان ما يزال قيد الكتابة آنذاك.
أعلنت يونيفرسال بيكتشرز تعيين تريفورو مخرجًا للفيلم في 14 مارس من عام 2013، مع تعيين باتريك كرولي منتجًا له. استغرق البحث عن مخرج للفيلم عامًا كاملًا. أخذ سابقًا كل من سبيلبرغ ومارشال وكينيدي المخرج خوان أنطونيو بايونا بعين الاعتبار لإخراج فيلم العالم الجوراسي، لكن بايونا رفض العرض لأنه شعر بعدم وجود وقت كاف للإنتاج. كان فيلم سيفتي نت غارانتيد خبرة تريفورو السابقة الوحيدة في إخراج مشروع فيلم ضخم بميزانية منخفضة. قال كراولي عن تريفورو بأنه «أظهر خصائص قيادية حقيقية منذ البداية، إذ امتلك هذا الحس المتأصل المطلوب لمثل عمل كهذا. كانت تعليقاته وملاحظاته حكيمةً، وتجاوزت تجربته وسنواته السابقة بالتأكيد، وكان واضحًا في وقت مبكر امتلاكه لما يلزم لهذا العمل»، على الرغم من افتقار تريفورو إلى الخبرة في مثل هذا المشروع السينمائي الضخم. صرح جاك هورنر في أبريل من عام 2013 بأنه سيذيع صيت مخلوق منقرض جديد في الفيلم.
أصر تريفورو على إعادة كتابة نص الفيلم بالكامل بعد قراءة مسودة جافا وسيلفر، مستعينًا بشريكه في الكتابة ديريك كونولي، الذي لم يكن قد شاهد أيًا من أفلام الحديقة الجوراسية قط. أخبر تريفورو صناع الفيلم، «إذا أخرجت هذا السيناريو، سيكون فيلمًا سيئًا. سأقوم بعمل سيئ، لأنني لم أحصل على مرادي». كتب تريفورو وكونولي مسودتهم الخاصة بالنص خلال أسبوعين. تلقى الاستوديو مسودتهما في 6 مايو من عام 2013، ووجد أن النص قد تغير على نطاق أكبر مما كان متوقعًا. أعلن الاستوديو في 8 مايو من عام 2013 أنه سيؤخر إصدار الفيلم من 13 يونيو من عام 2014 حتى تاريخ غير محدد في المستقبل. كان من المقرر أن يبدأ تصوير الفيلم في 24 يونيو من عام 2013. أكسب تأجيل الفيلم تريفورو وكونولي المزيد من الوقت للعمل على النص، إذ شعر سبيلبرغ أنه بحاجة إلى تحسين. كانت إتاحة الوقت لبناء تجهيزات واقعية لمحاكاة نمط الحديقة الخيالية سببًا آخرًا للتأخير؛ كان يُراد إضافة هذه المنشآت سابقًا باستخدام تأثيرات الحاسوب.
غرد تريفورو على تويتر في مايو من عام 2013 صورةً لجزيرة كاواي التُقطت في أثناء استكشاف مواقع لتصوير الفيلم مع عنوان توضيحي باسم «نوبلار»، اسم الجزيرة في الفيلم الأصلي. قال سام نيل في وقت لاحق من ذلك الشهر إنه من غير المحتمل أن تكون هذه الجزيرة جزءًا من الفيلم، قائلاً: «قيل لي إنها عملية إعادة صناعة كبيرة، إعادة هيكلة تامة». غرد تريفورو في نهاية المطاف قائلًا «إن إعادة الصناعة كلمة قوية. هذا الفيلم هو مغامرة رعب وخيال علمي جديدة حدثت بعد 22 عامًا من الأحداث المروعة في فيلم الحديقة الجوراسية». أُعلن في يونيو من عام 2013 عن تاريخ إصدار جديد للفيلم في عام 2015، وأفيد بأن أحداث الفيلم ستدور حول متنزه ديناصورات يعمل بصورة كاملة. فكرت شركة ليجنداري إنترتينمنت في أغسطس من عام 2013 بمشاركة شركة يونيفرسال بيكتشرز في تمويل الفيلم.
أعلنت يونيفرسال بيكتشرز في 10 سبتمبر من عام 2013 عنوان الفيلم العالم الجوراسي وموعد إصداره في 12 يونيو من عام 2015. اختار تريفورو إعادة تسمية الفيلم وتغيير عنوانه السابق الحديقة الجوراسية 4، في سبيل تمييزه عن أفلام السلسلة السابقة. قال تريفورو أيضًا إنه «ستكون تسمية متنزه ما في قصة الفيلم باسم [الحديقة الجوراسية] بعد الكارثة التي حدثت خطأً فادحًا في العلاقات العامة». أُعلن كون نيو أورليانز موقعًا للتصوير في فبراير من عام 2014. كانت ليجنداري إنترتينمنت قد وافقت بحلول ذلك الوقت على المشاركة في تمويل الفيلم، وقدمت نحو 20٪ من الميزانية. أُبلغ عن تمويل شركة تشاينا فيلم غروب للفيلم أيضًا. عمل توماس تول من شركة ليجنداري إنترتينمنت منتجًا تنفيذيًا للفيلم مع سبيلبرغ.